# مجرة الحوت ب
مجرةالحوت ب ( Psc B ) هي مجرة قزمة فراغية . تقع في الفراغ المحلي ، بالقرب من مجرة الحوت أ ؛ وهما في كوكبة الحوت . تبعد 30 مليون سنة ضوئية (9.2 ميغا فرسخ ) عن الأرض.  تم اكتشاف المجرة بواسطة مرصد WIYN . منذ حوالي 100 مليون سنة بدأت المجرة في الخروج من الفراغ إلى منطقة الخيوط المجرية المحلية ومن سحب الغازات الأكثر كثافة. أدى هذا إلى مضاعفة معدل تشكل النجوم. 

## اقرأ أيضا
- مجرة الحوت أ

## للقراءة المتعمقة
- Erik J. Tollerud, Marla C. Geha, Jana Grcevich, Mary E. Putman, Daniel R. Weisz, Andrew E. Dolphin (22 ديسمبر 2015). "HST Imaging of the Local Volume Dwarf Galaxies Pisces A and B". The Astrophysical Journal (نُشِر في 11 أغسطس 2016). ج. 827 ع. 2: 13. arXiv:1607.03487. Bibcode:2016ApJ...827...89T. DOI:10.3847/0004-637X/827/2/89. 89.{{استشهاد بدورية محكمة}}:  صيانة الاستشهاد: أسماء متعددة: قائمة المؤلفين (link) صيانة الاستشهاد: دوي مجاني غير معلم (link)